# Yusifli (Cəlilabad)
Yusifli è un comune dell'Azerbaigian situato nel distretto di Cəlilabad. Conta una popolazione di 239 abitanti.